# La Robla
La Robla är en ort i Spanien.   Den ligger i provinsen Provincia de León och regionen Kastilien och Leon, i den norra delen av landet, 300 km nordväst om huvudstaden Madrid. La Robla ligger 955 meter över havet och antalet invånare är 4 656.
Terrängen runt La Robla är huvudsakligen kuperad, men åt sydost är den platt. La Robla ligger nere i en dal. Runt La Robla är det glesbefolkat, med 8 invånare per kvadratkilometer. Närmaste större samhälle är Villaquilambre, 18,3 km söder om La Robla. I omgivningarna runt La Robla växer i huvudsak barrskog.